# Reportaje a la muerte
Reportaje a la muerte é um filme de drama peruano de 1993 dirigido e escrito por Danny Gavidia. Foi selecionado como representante do Peru à edição do Oscar 1994, organizada pela Academia de Artes e Ciências Cinematográficas.

## Elenco
- Diego Bertie
- Marisol Palacios
- Carlos Cano de la Fuente
- Carlos Gassols
- Martha Figueroa
- Aristóteles Picho